# Final (公司)
final是一家日本音響設備公司，以研製耳機產品為主要事業。

## 歷史
1974年，日本人高井金盛創立final公司，以製造留聲機針頭、擴音器及揚聲器為主。
2007年11月27日，S'NEXT公司（S'NEXT株式会社）正式成立。
2009年，final公司轉型成S'NEXT公司的旗下耳機品牌「final audio design」。
2014年，高井金盛逝世，享年65歲，之後由細尾滿接任社長一職。
2015年，品牌名稱從「final audio design」更名為「final」。
2020年，發行三種顏色的新世紀福音戰士聯名無線耳機FI-EVATW。同年11月1日，S'NEXT公司正式宣布將公司名稱更名為「final公司」（株式会社final）。

## 知名產品
A3000、A4000、A8000、B1、B2、B3、E3000、VR3000

## 外部連結
- 官方网站
- Final的X（前Twitter）
- Final的Facebook專頁
- Final的Instagram帳戶
- YouTube上的final頻道